# Ронкаделле
Ронкаделле (італ. Roncadelle) — муніципалітет в Італії, у регіоні Ломбардія, провінція Брешія.
Ронкаделле розташоване на відстані близько 450 км на північний захід від Рима, 75 км на схід від Мілана, 7 км на захід від Брешії.
Населення — 9553 особи (2014).
Щорічний фестиваль відбувається 20 травня. Покровитель — San Bernardino.

## Демографія
Населення за роками:

Станом на 1 січня 2023 року в муніципалітеті офіційно проживало 1199 іноземців з 59 країн, серед них 215 громадян країн Євросоюзу та 68 громадян України.

## Міста-побратими
- Завидовичі, Боснія і Герцеговина

## Сусідні муніципалітети
- Брешія
- Кастеньято
- Кастель-Мелла
- Гуссаго
- Торболе-Казалья
- Травальято